# Une fin
«Une fin» (с фр. — «Конец») — рассказ Ивана Сергеевича Тургенева, созданный им незадолго до смерти. Рассказ был надиктован Тургеневым Полине Виардо по-французски и в рукописи имеет название «Конец. Последний рассказ Тургенева. Записан под его диктовку г-жой Полиной Виардо» (фр. Une fin. Dernier récit de Tourguéneff. Ecrit sous sa dictée par Mme Pauline Viardot). 
Впервые опубликован в 1886 году в оригинале в «La Nouvelle Revue» (номер от 1 февраля), с подзаголовком «Последний рассказ Тургенева» (фр. Dernier récit de Tourguéneff), и в русском переводе, выполненным Дмитрием Григоровичем, — в том же году в журнале «Нива» (№ 1, с. 2—8). Впоследствии в Полном собрании сочинений и писем в 30 томах был опубликован новый перевод рассказа, выполненный редколлегией издания.

## Сюжет
Рассказ разделён на четыре главки и представляет собой воспоминания о нескольких встречах рассказчика с помещиком-самодуром Талагаевым из старинной столбовой дворянской семьи Тульской губернии, впавшей в нищету. В первой части рассказчик встречается с героем на постоялом дворе, куда тот приезжает на телеге, наполненной домашней птицей и дичью, и предлагает хозяину постоялого двора что-нибудь купить, однако тот, зная о репутации Талагаева как конокрада, отказывается. Во второй части сосед рассказчика, помещик Павел Мартыныч, обращается к нему с просьбой о помощи: пропала его пятнадцатилетняя дочь Настя, и он уверен, что она у Талагаева. Девушку, действительно, находят в пришедшем в упадок имении Талагаева, который увёз Настю, пообещав ей подарки и поездку в Москву; отец забирает её. В третий раз рассказчик встречает скандального помещика на сельской ярмарке, где тот спорит с обманутым им мужиком, купившим у него лошадь. В результате начинается драка, в которой мужики осаждают Талагаева. Наконец, в последней части рассказчик, возвращаясь ночью домой, видит на дороге труп Талагаева, зарубленного топором, — вероятно, за конокрадство.

## История создания
По утверждению Полины Виардо, Тургенев диктовал ей рассказ «недели за две до смерти», то есть в первой половине августа 1883 года. Писатель не стал просить записывать текст по-русски из опасения, что он будет слишком усердно отделывать литературную форму, и это его утомит. Хотя, по свидетельству Виардо, Тургенев диктовал рассказ на смеси французского языка с немецким и итальянским, две сохранившиеся рукописи содержат только французский текст без каких-либо иноязычных включений. В черновой рукописи Полины Виардо рассказ носит название «Un milan» (с фр. — «Коршун»).

## Тематика
Исследователи творчества Тургенева отмечали тесную связь содержания рассказа с другими произведениями писателя, посвященными проблеме крепостного права в России («речь идёт о пережитках крепостничества, долго еще дававших себя чувствовать и в пореформенное время»). Так, тема «конца», возникшая в творчестве Тургенева в 1870-х годах и завершавшая повествование Тургенева о различных дворянских судьбах, в 1880-х годах получила новое освещение в «Отрывках из воспоминаний — своих и чужих». Эти воспоминания были начаты очерком «Старые портреты» и мыслились писателем как новый цикл рассказов, по значению равный «Запискам охотника». Этот замысел был частично осуществлен в рассказе «Отчаянный» и в литературной записи рассказа «Конец».